# Keuruun kaituri
Keuruun kaituri är en sjö i kommunerna Keuru och Mänttä-Filpula i landskapen Mellersta Finland och Birkaland i Finland. Sjön ligger 105,7 meter över havet. Arean är 42 hektar och strandlinjen är 9,85 kilometer lång. Sjön  ingår i Kumo älvs huvudavrinningsområde.   Den ligger omkring 73 kilometer väster om Jyväskylä och omkring 220 kilometer norr om Helsingfors. 
Sjön är långsmal och sträcker sig i nordvästlig riktning.